# آسیاب‌آبی جیزآباد
آسیاب آبی جیزآباد مربوط به دوره قاجار است، و در شهرستان تایباد، بخش باخرز، روستای جیزآباد واقع شده‌است. این اثر در تاریخ ۲۲ مرداد ۱۳۸۴ با شمارهٔ ثبت ۱۳۱۴۱ به‌عنوان یکی از آثار ملی ایران به ثبت رسیده است.